# Франклин (окръг, Айова)
Вижте пояснителната страница за други населени места с името Франклин.
За американския учен и общественик вижте Бенджамин Франклин.
Окръг Франклин (на английски: Franklin) е името на окръг в щата Айова в САЩ. Окръжният център на Франклин е Хамптън. Франклин е с население от 10 704 жители. (2000)

## Градове
- Шефилд

1. ↑  data.census.gov //   Посетен на 1 януари 2022 г.